# Запасающая паренхима
Запасающая паренхима, или запасающая ткань, — паренхима (основная ткань), выполняющая функцию хранения и запаса питательных веществ. Обычно сосредоточена в сердцевине многолетних стеблей, в луковицах, клубнях и корневищах, в плодах и семенах.
В качестве запасных веществ, откладывающихся в тканях запасающей паренхимы, могут быть инулин, крахмал и другие сахара, белки и жиры.
Слои паренхимных клеток, которые пересекают древесину и луб стеблей и корней двудольных растений, называются сердцевинными лучами. Они осуществляют перемещение веществ в горизонтальном направлении.